# إحسان فقيري
إحسان فقيري طبيبة وناشطة سياسية بالسودان تبلغ من العمر (65 عاما) من المدافعات عن حقوق الانسان في السودان كرست حياتها للدفاع عن حقوق النساء ومن ابرز قيادات الحركة النسائية في السودان.

## مساهماتها
أسست مع نساء سودانيات مبادرة لا لقهر النساء التي ترأسها حتى الآن بالإضافة إلى ذلك فهي عضو بالاتحاد النسائي السوداني والحزب الشيوعي السوداني، وكانت من المؤسسين لتجمع المهنيين السودايين الذي نظم الحراك الجماهيري في السودان من خلال لجنة الإطباء المركزية، وهي كاتبه ولها عدد من المقالات المنشورة.

## إعتقالها
تعرضت للاعتقال في عدد من المرات وفي ثورة ديسمبر في السودان اعتقلت منذ بداية الحراك واطلق سراحها بعد نجاح الثورة السودانية، عملت كأستاذ مشارك في جامعة بحري في الخرطوم.

## جوائز
أقد اختارت اللجنة الاستشارية لحقوق الإنسان إحسان فقيري من السودان بجانب ليلى مصطفى فاخوري من المغرب لمنحهما الجائزة منظمة الدفاع عن الشعوب .هذا العام 2019م بمدينة فاليمار الألمانية عن دورها في الدفاع عن حقوق الانسان.
وجاء في نص بيان أصدره المجلس في اجتماع عقده بفاليمار في 21 من يونيو 2019 إن اللجنة الاستشارية لحقوق الإنسان أختارت كلاً من إحسان فقيري والفاخوري لنيل الجائزة نظراً لنضالهما وصمودهما أمام حملات القمع والترهيب والانتقام التي يتعرضون لها“.

## آراء
نشرت إحسان فقيري، تعليقاً على صورة تظهر شاباً أسود مع زوجته الأوروبية البيضاء قالت فيه إن المرأة في اختيارها لزوجها ربما كانت تبحث عن الكائن الذي يشكل السلسلة المفقودة في سلم النشوء بين البشر والقرود.